# Morelos
Pour les articles homonymes, voir Morelos (homonymie).

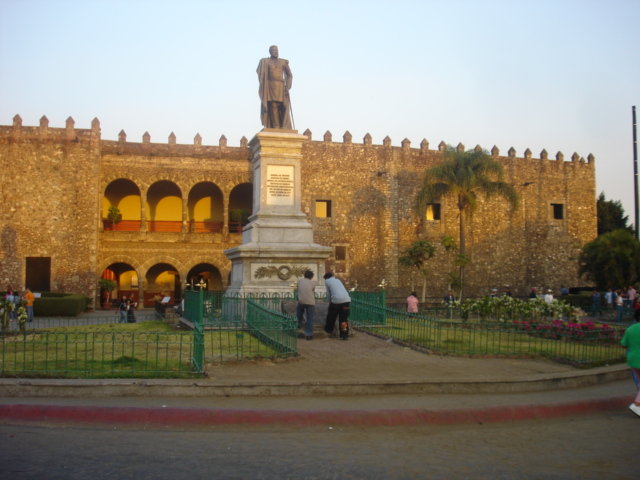
Cuernavaca, façade du palais de Cortez.

Morelos (prononcé en espagnol : /moˈɾelos/), officiellement l'État libre et souverain de Morelos (Estado Libre y Soberano de Morelos /esˈtado ˈliβɾe i soβeˈɾano de moˈɾelos/), est un petit État du Mexique de 4 941 km2, situé au centre du pays, à 86 km au sud de la capitale. Le Morelos est situé à l'ouest de l'État de Puebla, au nord de l'État de Guerrero et au sud de l'État de Mexico et de la ville de Mexico. La capitale de l'État est Cuernavaca.

## Histoire

### Création de l'État de Morelos
Avec l'arrivée au Mexique de Maximilien Ier (empereur du Mexique) le président Benito Juárez se voit obligé de transférer la capitale du pays dans différentes régions. Il est alors décidé de diviser (décret du 7 juin 1862) l'État de Mexico en trois territoires distincts donnant ainsi naissance à l'État de Morelos et a l'État d'Hidalgo.
Une fois rétablie la république, l'état de Morelos est confirmé dans son existence par le décret du 19 avril 1869.
En 1910, 40 haciendas couvrent 46 % de la superficie de l’État.17 familles possèdent à elles seules 38 % du territoire de l’État. Ces familles possèdent aussi les 45 usines sucrières d'où sont produites le tiers de la production totale de sucre du Mexique.[réf. nécessaire]
La proclamation par le gouvernement de Benito Juárez de la Loi Lerdo (es) en 1856, loi qui  nationalisa les terres de l'Église, qui possédait alors la moitié du territoire mexicain et qui ne reconnaissait pas les titres de propriété collectives des villageois datant de la colonie espagnole et la vente par l'État mexicain de ces terres aux investisseurs étrangers et aux propriétaires terriens (les seuls qui avaient les moyens de les acquérir) eut pour conséquence l'apparition de grandes propriétés.
Emiliano Zapata rejoint la révolution quelques jours avant le départ de Díaz, mais entre en conflit avec son chef Francisco Madero en proclamant le Plan d'Ayala.

## Démographie
Au recensement de l'année 2015, Morelos comptait 1 903 811 habitants. L'État est divisé en 33 municipalités : Amacuzac, Atlatlahuacan, Axochiapan, Ayala, Coatlán del Río, Cuautla, Cuernavaca, Emiliano Zapata, Huitzilac, Jantetelco, Jiutepec, Jojutla, Jonacatepec, Mazatepec, Miacatlán, Ocuituco, Puente de Ixtla, Temixco, Temoac, Tepalcingo, Tepoztlán, Tetecala, Tetela del Volcán, Tlalnepantla, Tlaltizapán, Tlaquiltenango, Tlayacapan, Totolapan, Xochitepec, Yautepec, Yecapixtla, Zacatepec et Zacualpan de Amilpas.
Lors de ce recensement, les municipalités les plus peuplées étaient : Cuernavaca avec 338 706 habitants, suivis par Jiutepec avec 170 589 habitants, et finalement Cuautla avec 153 329 habitants. Les autres municipalités comptaient toutes moins de 100 000 habitants, dont Texmico 63 700.
Sergio Alberto Estrada Cajigal Ramírez, membre du parti PAN est élu gouverneur de l'État, le 2 juillet 2000 à l'âge de 39 ans. La devise de l'État est La tierra volverá a quienes la trabajan con sus manos - la terre reviendra à ceux qui la travaillent avec leurs mains. Le nom de l'État provient de José María Morelos y Pavón. La température moyenne est de 22,2 °C. L'État possède une université, l'Universidad autonoma del estado de Morelos.
Emiliano Zapata est né à San Miguel Anenecuilco, district d'Ayala dans le Morelos.

### Origine du nom
L'État de Morelos est nommé ainsi en l'honneur de José María Morelos, l'un des héros de la Guerre d'indépendance du Mexique.

## Économie
La construction d’un gazoduc et de deux centrales thermoélectriques est prévu dans l’État. Selon les promoteurs du projet, celui-ci permettra d’alimenter les populations locales en gaz et en électricité meilleur marché. Ses opposants le décrivent comme étant taillé pour les intérêts des multinationales européennes installées dans la région. Le gazoduc et les centrales électriques seront construits et gérés par des entreprises espagnoles (Abengoa, Elecnor et Enagás), et serviront principalement aux unités de production de firmes comme Unilever, Continental AG, Nissan et Saint-Gobain.
Les communautés locales craignent les conséquences en termes de pollution et de surexploitation des ressources en eau. Elles dénoncent l’expropriation de leurs terres traditionnelles et la violation des droits des peuples indigènes. En février 2019, le leader indigène Samir Flores, engagé contre le projet, est assassiné de deux balles dans la tête. Le référendum devant décider de la poursuite du projet donne la victoire au « oui » mais est suspecté de manipulation.
Les industries chimiques, pharmaceutiques, mécaniques, textiles et automobiles sont présentes dans l’État, principalement dans les villes de Cuernavaca, Cuautla, Jiutepec. Les industries manufacturières représentent le 18 % du total de son PIB.
Le secteur agricole se concentre principalement dans la production de canne à sucre, de sorgo, maïs, oignons et tomates,
l'aviculture y est également très développée,.
Dans trois municipalités  Ocuituco (es), Tlalnepantla (es) Totolapan (es) qui sont les plus pauvres de l’État font l'objet d'un programme d'aide nommé "Morelos".